# دلی رباط
دلی رباط، روستایی از توابع بخش باشت شهرستان گچساران در استان کهگیلویه و بویراحمد ایران است.

## جمعیت
این روستا در دهستان بابوئی قرار دارد و براساس سرشماری مرکز آمار ایران سرشماری عمومی نفوس و مسکن(۱۳۹۵) ، جمعیت آن ۳۰۰ نفر (۳۸خانوار) بوده‌است.